# (1539) Borrelly
(1539) Borrelly es un asteroide perteneciente al cinturón de asteroides descubierto el 29 de octubre de 1940 por André Patry desde el Observatorio de Niza, Francia.

## Designación y nombre
Borrelly se designó al principio como 1940 UB.
Más adelante fue nombrado en honor del astrónomo francés Alphonse Louis Nicolas Borrelly (1842-1926).

## Características orbitales
Borrelly orbita a una distancia media del Sol de 3,152 ua, pudiendo acercarse hasta 2,563 ua y alejarse hasta 3,741 ua. Su excentricidad es 0,187 y la inclinación orbital 1,73°. Emplea 2044 días en completar una órbita alrededor del Sol.